# ديفيد هيرلي
ديفيد هيرلي (بالإنجليزية: David Herlihy)‏ هو مؤرخ أمريكي، ولد في 8 مايو 1930 في سان فرانسيسكو في الولايات المتحدة، وتوفي في 15 فبراير 1991.